# باريهاكا
باريهاكا مجتمع في منطقة ناراناكي في نيوزيلندا تتوضع بين جبال تاراناكي وبحر تسمان. أصبحت مستوطنة في السبعينيات والثمانينيات ثم اشتهرت بعد ذلك بأنها أكبر قرية ماورية في نيوزيلندا، وأصبحت مركز حملة ضخمة للمقاومة غير العنيفة للاحتلال الأوروبي للأراضي المصادرة في المنطقة. أُرسلت قوات الجيش واعتقلوا قادة المقاومة السلمية والعديد من سكان الماوري، واحتجزوهم غالباً في السجن لعدة أشهر دون محاكمة.
تأسست القرية حوالي عام 1866 من قبل زعماء الماوري تي ويتي أو رونغوماي وتوهو كاكاهي على أراض استولت عليها الحكومة خلال مصادرة أراضي ما بعد حرب نيوزيلندا في ستينيات القرن التاسع عشر. زاد عدد سكان القرية إلى ألفي شخص ما اجتذب سكان الماوري الذي جُرّدوا من أراضيهم خلال المصادرة وأثارت إعجاب الزوار الأوربيين بنظافتها وصناعتها وزراعتها الواسعة التي تنتج المحاصيل النقدية بالإضافة إلى الغذاء الكافي لإطعام سكانها.
عندما خلق تدفق المستوطنين الأوروبيين في تاراناكي طلباً على الأراضي الزراعية الذي فاق التوافر، كثفت حكومة غراي الجهود لتأمين سندات ملكية الأراضي التي صادرتها ولكن لم تستول عليها. من عام 1876 قبل بعض الماوري في تاراناكي مدفوعات «بدون سبب» تسمى تعويضات تاكاها، في حين أن بعض مجموعات الهابو أو المجموعات شبه القبلية خارج منطقة المصادرة أخذت مدفوعات الحكومة للسماح بإجراء المسح والتسوية. رفض الماوري بالقرب من باريهاكا وسهول الوايت المدفوعات، ومع ذلك تصرفت الحكومة من خلال وضع خطط لأخذ الأراضي بالقوة. بدأت الحكومة مسح الأراضي وعرضها للبيع في أواخر عام 1878. رد اتي ويتي وتوهو من خلال سلسلة من الحملات غير العنيفة التي قاموا فيها أولاً بحرث أراضي المستوطنين الزراعية ثم نصبوا الأسوار عبر الطرقات لإقناع الحكومة بأنهم ما زالوا يتمتعون بحق احتلال الأراضي المصادرة بالنظر إلى فشل الحكومة في توفير الاحتياطيات التي وعدت بها. أثارت الحملات سلسلة من الاعتقالات أسفرت عن سجن أكثر من 400 من الماوري في الجزيرة الجنوبية وبقيوا دون محاكمة لمدة تصل إلى 16 شهراً بمساعدة مجموعة من قوانين القمع الجديدة.
مع تصاعد الخوف بين المستوطنين البيض من أن حملة المقاومة كانت مقدمة لتجديد الصراع المسلح، بدأت حكومة هول بالتخطيط لهجوم عسكري في باريهاكا لإنهاء الموضوع. وبعد الضغط من قبل الوزير المحلي جون برايس شنت الحكومة هجومًا وأخيراً في أواخر شهر أكتوبر عام 1881 عندما كان الحاكم المتعاطف خارج البلاد. غزا 1600 جندي بقيادة جون برايس على ظهر خيله وخيالة القرية فجر 5 نوفمبر عام 1881. استقبل الجنود بترحيب من قبل المئات من الأطفال يقفزون ويرقصون  ويعرضون عليهم الطعام. قُبض على تي ويتي وتوهو وسُجنا لمدة 16 شهراً، ونُفي وفُرّق 1600 من سكان باريهاكا في جميع أنحاء تاراناكي دون طعام أو مأوى ما أبقى على 600 من باقي المواطنين الذين عوقبوا بتصاريح حكومية للسيطرة على تحركاتهم. نهب الجنود ودمروا معظم المباني في باريهاكا. تم الاستيلاء لاحقاً على الأراضي التي وُعد بها كاحتياطات من قبل لجنة التحقيق في مصادرة الأراضي وبيع بعضها لتغطية تكاليف القضاء على مقاومة تي ويتي وتاهو، في حين أُجريت مستوطنات أخرى للمستوطنين الأوروبيين ما أدى إلى منع الماوري من المشاركة في القرارات المتعلقة باستخدام الأراضي.

## المستوطنة
أُسست مستوطنة باريهاكا نحو عام 1866 في ختام حرب تارانكي الثانية وبعد عام من مصادرة جميع أراضي الماوري في تاراناكي تقريباً لمعاقبة «المتمردين» من الماوري. أُسست المستوطنة من قبل رئيس الماوري والمحارب القديم في حروب تاراناكي تي ويتي أو رونغونامي كوسيلة للنأي بأنفسهم عن الاتصال الأوروبي والارتباط مع مجموعات حربية من الماوري. وضعت با (المستوطنة) على مرأى من جبل تاراناكي والبحر، في منطقة تحيط بها التلال المنخفضة وبجانب جدول يعرف باسم وايتوتورا. انضم إلى تي رئيس زميل وهو توهو كاهاني وشخص مقرب تي ويتو.
أرسل الملك تاوياو في وقت لاحق من ذلك العام 12 من «الحواريين» للعيش في باريهاكا لتعزيز الروابط بين الماوري وايكاتو وتاراناكي الذين كانوا معرضين لبيع المزيد من الأراضي للحكومة أو للمستوطنين البيض. في غضون عام نمت المستوطنة لتتسع لتضم أكثر من 100 من البيوت الكبيرة المسقوفة بالقش (المنازل) حول اثنين من الماراي، وبحلول عام 1871 بلغ عدد السكان 300 شخص. زارها المسؤول الطبي في تاراناكي عام 1871 وأبلغ عن وفرة الطعام وجودة المطابخ وانعدام الأمراض. "كانت أنظف وأفضل "با" حظيت بزيارتها، وسكانها من أرقى أنواع الرجال الذين رأيتهم في نيوزيلندا. عُقدت اجتماعات ضخمة شهرياً حذّر فيها تي ويتي من ارتفاع مستويات الرشوة والفساد لإجبار الماوري على بيع أراضيهم، لكن الزوار الأوروبيين ظلوا موضع ترحيب بكرامة ولطف وضيافة.
أصبح عدد سكانها بحدود 1500 بحلول نهايات سبعينيات القرن التاسع عشر وكانت توصف بأنها أكثر المستوطنات الماورية اكتظاظاً بالسكان وازدهاراً في البلاد. لديها قوات الشرطة الخاص بها ومخبز وبنك واستخدمت الآلات الزراعية المتقدمة. ونظمت فرقاً كبيرة عملت في الساحل والأدغال لحصد ما يكفي من المأكولات البحرية والصيد لإطعام الآلاف الذين حضروا الاجتماعات. عندما زار الصحفيون باريهاكا في أكتوبر عام 1881، أي قبل شهر من الغارة الوحشية التي شنتها الحكومة وتسببت بدمارها، وجدوا «أميالًا مربعة من حقول البطاطا والبطيخ والكرنب حول باريهاكا ممتدة من كل جانب وفدانات ممتدة من الأرض مظهرةً الصناعة والرعاية العظيمة». وُصفت القرية على أنها «مدينة محلية ضخمة ذات طابع هادئ وفريد وشوارع ومنازل منتظمة».

## الاعتقالات
مثّل أول 40 رجلًا من المزارعين أمام المحكمة في يوليو/ تموز واتهموا بإحداث أضرار كبيرة بالممتلكات والدخول القسري وأعمال الشغب. وحُكم عليهم بالسجن لمدة شهرين مع الأشغال الشاقة وأُمروا إما بدفع 600 جنيه إسترليني مقابل حسن سلوك لمدة 12 شهراً بعد الإفراج عنهم أو إذا لم يتمكنوا من جمع الأموال، بالسجن في سجن ديوندين لمدة 12 شهراً. رفضت الحكومة توجيه تهم ضد أي من المحتجين الـ 180 المتبقين لكنها رفضت إطلاق سراحهم أيضاً. اعترف الكولونيل الوزير والكولونيل وزير الدفاع جورج أس وايتمور الذي قاد القوات الاستعمارية ضد تيتوكوورو في الفترة 1868-1869 بأنه كان من الضروري فرض قانون لإبقاء المحتجين محتجزين خوفاً من إطلاق سراحهم من قبل المحكمة العليا في حال مثلوا أمام المحكمة. كانت حكومة غراي على وشك الانهيار بعد سلسلة من الاقتراحات بسحب الثقة لذا سرعت إجراءات محاكمة الماوري من خلال المجلسين في يومها الأخير في المكتب وذلك بهدف توفير الدعم القانوني لتحركها.

## لجنة الساحل الغربي
في يناير عام 1880، أي بعد شهر من بدء الحكومة تحقيقاتها بخصوص المظالم المتعلقة بمصادرة الأراضي في الساحل الغربي والادعاءات بانتهاك الوعود، قام الحاكم السير هيركوليس روبنسون بتعيين النائب هون توهاي، ورئيس الوزراء السابق السير ويليام فوكس والوزير الرعوي ووزير الحكومة السابق السير فرانسيس ديلون بيل كأعضاء في لجنة الساحل الغربي مع فوكس كرئيس لها. استقال توهاي قبل بدء جلسات الاستماع مدعياً أن زملاءه المفوضين لم يكونوا محايدين وكانوا «الأشخاص الذين بدؤوا المتاعب في الساحل الغربي» شغل كل من فوكس وبيل منصب الوزراء المحليين وامتلكا مساحات شاسعة من الأراضي ودعموا المصادرة. ربما صدم توهاي بسبب وصف تي ويتي للجنة على أنها «اثنان من «الباكيه» وكلب».
بدأت جلسات الاستماع في أويو جنوب تاراناكي في فبراير ولكن قاطعها على الفور أتباع تي ويتي عندما رفضت اللجنة السفر إلى باريهاكا لإجراء مناقشات. زعم المؤرخ ديك سكوت أن فوكس -الذي عبّر كتابياً أنه ينوي تسوية سهول الوايت وبيعها- عُيّن رئيساً للجنة بشرط دعمه لسياسات الحكومة المتعلقة بالأراضي في المنطقة وتأمين مركز تاراناكي لتسوية سهول وايت.